# Wang Qin
Wang Qin (* 8. Mai 1994) ist ein chinesischer Geher.

## Sportliche Laufbahn
Wang Qin bestritt im Jahr 2014 seine ersten Wettkämpfe im Gehen und belegte in jenem Jahr den neunten Platz bei den Chinesischen Meisterschaften über 20 km. Zwei Jahre später absolvierte er seine ersten Wettkämpfe über die 50-km-Distanz, die fortan seine bevorzugte Strecke darstellten. Ebenfalls 2016 nahm er zum ersten Mal an den Asiatischen Meisterschaften im Gehen teil und belegte den 13. Platz mit einer Zeit von 1:22:08 h, die zugleich seine persönliche Bestzeit über 20 km bedeutet. Bis 2018 steigerte Wang seine 50-km-Bestzeit auf 3:45:29 h, mit der er im Rahmen der Geher-Team-Weltmeisterschaften den fünften Platz belegte. Ende August trat er bei den Asienspielen in Jakarta an und konnte dort die Silbermedaille gewinnen. 2019 stellte Wang im März mit 3:38:02 h eine neue Bestzeit auf und qualifizierte sich damit zum ersten Mal für die Weltmeisterschaften. Mit seiner Bestzeit liegt er aktuell (Stand Januar 2022) auf dem 22. Platz der Allzeit-Bestenliste im 50-km-Gehen. Den Wettkampf Ende September in Doha konnte er allerdings nicht beenden. Ende Oktober trat er in der Heimat bei den Militärweltspielen in Wuhan an und konnte nach 3:51:56 h die Goldmedaille gewinnen. 2021 wurde Wang Chinesischer Vizemeister über 50 km und qualifizierte sich mit seiner Zeit von 3:47:35 h zum ersten Mal für die Olympischen Sommerspiele in Tokio, bei denen er Anfang August an den Start ging. Er absolvierte die 50 km in einer Zeit von 3:59:35 h und belegte damit am Ende den 21. Platz.

## Wichtige Wettbewerbe
| Jahr                            | Veranstaltung                   | Ort                             | Platz                           | Disziplin                       | Weite                           |
| Startet für Volksrepublik China | Startet für Volksrepublik China | Startet für Volksrepublik China | Startet für Volksrepublik China | Startet für Volksrepublik China | Startet für Volksrepublik China |
| ------------------------------- | ------------------------------- | ------------------------------- | ------------------------------- | ------------------------------- | ------------------------------- |
| 2018                            | Asienspiele                     | Jakarta                         | 2.                              | 50 km Gehen                     | 4:06:48 h                       |
| 2019                            | Weltmeisterschaften             | Doha                            |                                 | 50 km Gehen                     | DNF                             |
| 2019                            | Militärweltspiele               | Wuhan                           | 1.                              | 50 km Gehen                     | 3:51:56 h                       |
| 2021                            | Olympische Sommerspiele         | Tokio                           | 21.                             | 50 km Gehen                     | 3:59:35 h                       |

## Persönliche Bestleistungen
Freiluft
- 10.000-m-Bahngehen: 40:13,00 min, 26. Mai 2018, Turin
- 10-km-Gehen: 39:41 min, 15. Dezember 2020, Wuzhong
- 20-km-Gehen: 1:21:38 h, 6. Mai 2023, Rio Maior
- 35-km-Gehen: 2:26:10 h, 4. März 2023, Huangshan
- 50-km-Gehen: 3:38:02 h, 9. März 2019, Huangshan